# Волхв (роман)
«Волхв» (англ. The Magus; в другом переводе «Маг») — роман английского писателя Джона Фаулза, впервые опубликованный в 1965 году в Англии. Хронологически он был опубликован третьим, хотя написан первым. В 1977 году вышло переработанное второе издание книги.

## История создания
Предварительные наброски сюжета и романа относятся к 1950-м годам. Остров Фраксос, на котором происходит большая часть действия романа, отчасти напоминает остров Спеце, где Фаулз преподавал в начале 1950-х годов. Работа над первой версией продолжалась более десяти лет, однако необычный, причудливый характер многих сюжетных линий, неудовлетворенность техническим воплощением сложных идей не позволили Фаулзу представить свою почти завершённую книгу на суд читателей и критиков. Успех первого романа «Коллекционер» (1963) вдохновил писателя на продолжение работы над любимым детищем. Первая публикация появляется в 1965 году, второе издание, претерпевшее небольшие поправки и изменения, а также содержащее предисловие автора, в 1977-м. Оригинальность сюжета определялась замыслом художника «совместить очень необычную ситуацию» и «реалистически представленные характеры». Как и все последующие романы Фаулза, поэтика «Волхва» строится на разработанной им своеобразной внутренней структуре, названной одним критиком «барочной».
Роман наполнен историческими и культурными аллюзиями. Одной из самых частых отсылок, используемой автором, является указание на миф об Орфее, на что практически прямо указывает фамилия главного героя — Эрфе (в предисловии русского издания: «В фамилии, которую я ему придумал, есть скрытый каламбур. Ребёнком я выговаривал буквы th как „ф“, и Эрфе на самом деле означает Earth»). В романе обнаруживаются и другие, в том числе и на уровне мотивов и сюжета, отсылки к древнегреческому мифу: Николас спускается в царство Аида-Кончиса с проводником — Гермесом, не древнегреческим богом, а лишь поставщиком продовольствия, проходит ряд испытаний, которые должны привести его к любимой. Такой прямой аллюзией является, например, следующий фрагмент, в котором выражение not once looking back отсылает к эпизоду нарушения условия не оборачиваться:

I gave her bowed head one last stare, then I was walking. Firmer than Orpheus, as firm as Alison herself, that other day of parting, not once looking back— Текст произведения
Кроме того, Фаулз неоднократно проводит параллели между его персонажами и персонажами «Бури» Шекспира. Воля участников действа сталкивается с волей Просперо-Кончиса, ему выпадает роль нравственного судьи и наставника героев, направляющего и исправляющего их стремления. Также, Николас, в беседе с Кончисом замечает сходство безраздельного правления усадьбой с властью над островом Просперо. В тексте встречаются и отсылки к русским авторам, например к Чехову и его «Душечке».
По своей структуре роман опирается на книгу Алена-Фурнье «Большой Мольн» и роман Чарльза Диккенса «Большие надежды». Как пишет в предисловии ко второму изданию Фаулз, он даже подумывал сделать Кончиса женщиной, в противопоставление мисс Хэвишем.
Философская основа романа, как и всего творчества писателя, представляет собой, по признанию самого Фаулза, «своеобразное рагу о сути человеческого существования», главными ингредиентами которого являются философия экзистенциализма и аналитическая психология К. Г. Юнга. Вот почему для всех произведений английского романиста так значимы проблемы свободы выбора, поиска «аутентичности», избрание «подлинного поведения», претерпевшие оригинальную авторскую трактовку и переосмысление. Ключом к пониманию философской идеи «Волхва» служат пояснения самого писателя в предисловии ко второму изданию, а также название романа и его первоначальная версия «Игра в бога».
Роман «Волхв» вызвал самые противоречивые критические отзывы и горячие отклики читателей. Литературоведы называли этот роман «усложнённым и спорным», «символическим» и «мистическим», самым «неясным» и «изобретательным», «парадоксальным» и «причудливым», он открыт для самых разных интерпретаций. Сам Фаулз настаивал на том, что в его романе не больше смысла, чем в пятнах Роршаха, а единственной целью произведения является вызвать отклик у читателя.

## Сюжет
Действие романа происходит в Англии и Греции в 1950-е годы. Роман наполнен вполне узнаваемыми реалиями времени. Главный герой произведения — Николас Эрфе (от его имени ведётся повествование в традиционной форме английского романа воспитания), выпускник Оксфорда, типичный представитель послевоенной английской интеллигенции. Его жизнь неопределённа и бесцельна, он романтичный одиночка, ненавидящий нынешнее время и скептически относящийся к своей «английскости». В Англии он встречает девушку-австралийку по имени Алисон, работающую стюардессой, заводит с ней роман, но не решается признать, что любит её. Николас Эрфе бежит от обыденности настоящего и предсказуемости своего будущего на далёкий греческий остров Фраксос в поисках «новой тайны», воображаемой жизни, острых ощущений, расставшись с Алисон. Для Эрфе, увлечённого модными в то время идеями экзистенциализма, вымышленный, нереальный мир более ценен и интересен, чем мир, в котором он вынужден пребывать.
На протяжении почти года Николас живёт и работает на Фраксосе, и в течение этого времени начинает сознавать свою бездарность как поэта, бессмысленность существования, невозможность реализоваться, что едва не приводит его к самоубийству. Однако же в мае герой наконец находит то, чего он так жаждал, — тот самый вымышленный мир и новую тайну, которыми для него становятся вилла «Бурани» и её обитатели. С этого момента он проходит через ряд загадок, тайн, испытаний воли и психики. Переживаемые Эрфе события погружают его всё глубже в атмосферу мифа и тайны, он практически теряет чувство реальности.
Незримый кукловод — хозяин виллы Морис Кончис — управляет всеми событиями, заставляя Николаса то сталкиваться с желанной им Лилией-Жюли, то вновь возвращаться в прошлое, где живы чувства к Алисон. Когда же главный герой, наконец, приходит к убеждению, что он определился со своими истинными желаниями, научился отличать настоящее от ложного, сказка обрывается и превращается в ночной кошмар, в котором Кончис доказывает Эрфе всю ошибочность его выводов. В завершение Николас, обновленный и освобожденный от ложного, возвращается в Англию, как и пророчествовал стихами Т. С. Элиота в начале их знакомства Кончис:

Мы будем скитаться мыслью,
И в конце скитаний придём
Туда, откуда мы вышли,
И увидим свой край впервые.

В Англии Николас Эрфе снова встречает Алисон и предлагает ей возобновить их отношения.
Эпилогом произведения Фаулз выбирает латинскую фразу: «cras amet qui nunquam amavit quique amavit cras amet», что можно перевести как «И познает любовь не любивший ни разу, и полюбит тот, кто уже отлюбил» или «Завтра познает любовь не любивший ни разу, и тот, кто уже разлюбил, завтра познает любовь».
Финал остается неопределенным, и сам Фаулз давал разные комментарии по этому поводу, при этом на его ответ могла повлиять личность спрашивающего.

## Экранизация
- Волхв (1968) — фильм с Майклом Кейном в главной роли. Фаулз назвал эту экранизацию «полнейшей катастрофой»[5].